# ひとねむり
「ひとねむり」は、南沙織通算17枚目のシングル。1975年11月21日発売。発売元はCBS・ソニー。

## 解説
「ひとねむり」は、前作「人恋しくて」（1975.8.1）を挟んで再び筒美京平から提供を受けた楽曲。作詞は、"レモンちゃん" の愛称で知られ、当時文化放送を退社したばかりのディスクジョッキー・落合恵子が担当、初めての提供となった。
レコード・ジャケット写真はこれまでのカメラ目線とは打って変わり、目を伏せてうつむいたショットが採用された。カメラマンは篠山紀信による。 
1978年10月に行われた「さよならコンサート」で披露された。歌う前のMCでは、「リリース当時、この曲が自分の心情にとても合っていた」と語っている。
B面曲「おはようさん」は、NHK朝の連続テレビ小説の同名テレビドラマイメージ・ソングで競作となった。
同じ日に、初めてのクリスマス企画盤『シンシアのクリスマス 〜A Merry X'mas from Cynthia〜』が合わせて発売された。

## 収録曲
1. ひとねむり（3:25）
  - 作詞: 落合恵子、作曲: 筒美京平、編曲: 林哲司
2. おはようさん（2:56）
  - 作詞: 小原弘亘、作曲: 奥村貢、編曲: 萩田光雄

## 収録作品（LP・CD）
- ひとねむり

人恋しくて（アルバム）
Best of Best 南沙織のすべて
南沙織ヒット全曲集 -1976年版-
シンシアのハーモニー
シンシア・ラブ
シンシア・メモリー
THE BEST / 南沙織 -1978年11月版-
THE BEST / 南沙織 -1979年6月版-
THE BEST / 南沙織 -1979年11月版-
南沙織ベスト Recall 〜28 SINGLES SAORI + 1〜
Cynthia Memories
GOLDEN J-POP/THE BEST 南沙織
CYNTHIA ANTHOLOGY
GOLDEN☆BEST 南沙織 筒美京平を歌う
ドーナツ盤型12cmCDコレクション
Cynthia Premium
GOLDEN☆BEST 南沙織 コンプリート・シングルコレクション
ゴールデン☆アイドル 南沙織
CYNTHIA ALIVE
- ひとねむり (ノンストップmix Ver.)

TSU-TSU MIX 南沙織
- ひとねむり -Live #1-

Good-bye Cynthia
Cynthia Memories
- おはようさん

Cynthia Memories
GOLDEN J-POP/THE BEST 南沙織
CYNTHIA ANTHOLOGY
ドーナツ盤型12cmCDコレクション
Cynthia Premium
ゴールデン☆アイドル 南沙織
CYNTHIA ALIVE